# 法官審判
法官審判（bench trial；無陪審員審判）是僅由法官來審判，而沒有陪審團來陪審之法庭審判。該法律術語最適用於與簡易程序罪行有關的任何行政聽證會，以此為區分的審判類型。許多法律制度（歐陸法系、伊斯蘭教法）對大多數或所有的案件，或者是某些特定類型的案件會使用法官審判。
在陪審團作出裁斷的同時，法官在僅有法官的審判中也會做出同樣的判決。

## 英國

### 英格蘭與威爾士
所有民事審判都是在沒有陪審團的情況下進行的，由一位獨立的法官（通常稱為地區法官）審理；而更嚴重的案件或上訴，則是由巡迴法官來審理
簡易刑事審判可由單一地區法官（治安法院）、或至少兩名，但通常為三名治安法官組成的小組審理。
於2003年刑事法第47條確實允許對可起訴罪行進行法官審判、不過很少使用，自立法以來只進行了兩次法官審判。

## 參閱
- 法官席位(Bench (law))
- 陪審團審判(Jury trial)
- 英國人權利（英语：Rights of Englishmen）
- 斯帕夫訴美國案
- 簡易陪審團審判
- 貴族特權（英语：Privilege of peerage）
- 裁斷（英语：verdict）
- 判決（英语：Trier of fact）
- 捕獲上訴法院（英语：Court of Appeals in Cases of Capture）
- 捕獲法院（英语：Captured court）
- 受公正審判的權利（英语：Right to a fair trial）
- 模擬審判（英语：Mock trial）
- 國際仲裁（英语：International Arbitration）

## 外部連結
- 法官審判,bench trial （页面存档备份，存于）
- What is the Difference Between a Bench Trial and a Jury Trial?
- What is a Bench Trial? Jury Trial vs. Bench Trial （页面存档备份，存于）